# Командование морских перевозок
Командование морских перевозок, сокращенно КМП (англ. Military Sealift Command, MSC) — межведомственное командование; составная часть Транспортного командования США (англ. United States Transportation Command, USTRANSCOM), отвечающее за организацию морских грузоперевозок в интересах всех видов вооружённых сил США, а также некоторых других государственных ведомств.

## Состав

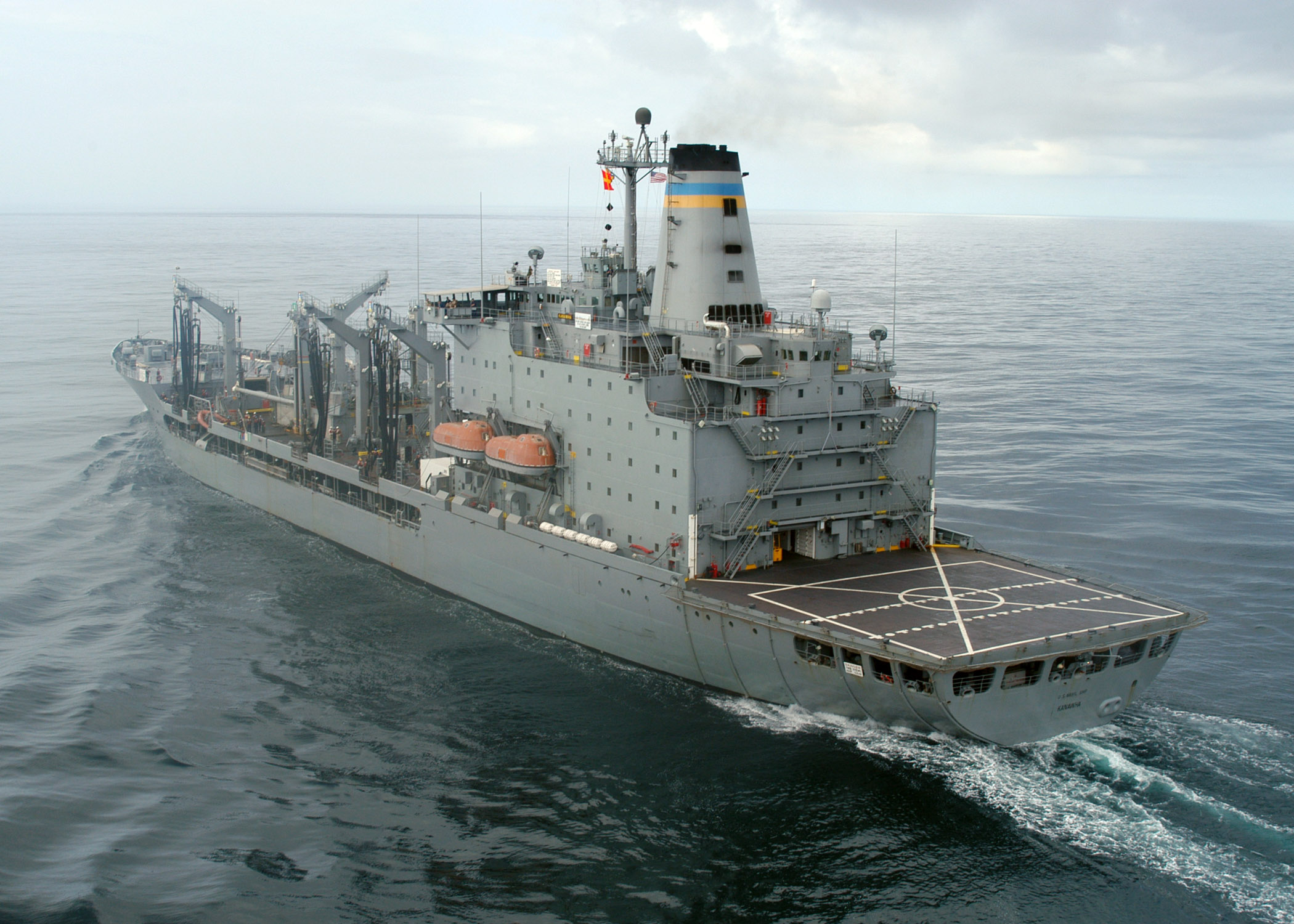
Отличительный знак вспомогательного флота ВМС США: сине-жёлтая лента на трубе

Командование состоит из вспомогательных судов, подчиняющихся правительству, и укомплектованных гражданским персоналом. В некоторых случаях его дополняют военным персоналом от ВМС или других ведомств. На июль 2025 года во главе командования стоит контр-адмирал, административно подчиненный флоту, и планирующий использование судов через свой штаб в Норфолк, Виргиния.
Состав командования организован по выполняемым задачам, в рамках нескольких программ:
- Боевое обеспечение (англ. Combat Logistics Force) — поддерживает флот из 32 государственных морских судов обеспечения, находящихся в ведении правительства: транспорты боеприпасов, универсальные суда снабжения, сухогрузы, военные танкеры и т.п.
- Морские перевозки (англ. Sealift) — обеспечивает все океанские перевозки в интересах Министерства обороны на зафрахтованных торговых судах (ролкеры, контейнеровозы, сухогрузы, лихтеровозы, такнкеры и т.д.) а также на судах ближайшего резерва, подчиненных Национальной морской администрации.
- Препозиционирование (англ. Prepositioning, Морские силы заблаговременного складирования) — поддерживает группы судов-складов в районах возможных конфликтов, на которые заранее погружено тяжелое вооружение и техника частей, постоянно базирующихся на континентальной территории США.
- Специальные задачи (англ. Special Mission) — состоит из 24 контрактных судов, таких как суда измерительного комплекса, океанографические, опытовые, океанские суда наблюдения, суда обеспечения подводных и специальных операций.
- Поддержка (англ. Service Support) — имеет 4 бывших судна Специальных задач (2 плавбазы подводных лодок, 1 штабной корабль, 1 кабельное судно) и 10 бывших NFAF (госпитальные суда, океанские буксиры, поисково-спасательные суда). Все государственного подчинения.

Государственные суда КМП имеют перед названием префикс USNS, контрактные и зафрахтованные SS или MV, для пароходов и теплоходов соответственно. Бортовые номера соответствуют общей классификации ВМС США.
До 2012 года программа боевого обеспечения называлась Вспомогательные силы флота (англ. Naval Fleet Auxiliary Force, NFAF), а программа поддержки — Командование поддержки морских перевозок.

### Командование поддержки морских перевозок
Командование поддержки морских перевозок (англ. Military Sealift Fleet Support Command, MSFSC) — подчиненное командование в составе КМП, с 2012 отвечающее за набор и подготовку персонала, а также за снабжение и содержание судов КМП.

## История
Во время Второй мировой войны морские перевозки США контролировались четырьмя различными правительственными организациями. В 1949 году контроль перешёл в единые руки нового ведомства под названием «Military Sea Transportation Service», с тех пор обеспечивающего все морские грузопассажирские перевозки для нужд министерства обороны США. Боевое крещение организация прошло спустя 9 месяцев после своего создания и через 11 дней после начала Корейской Войны 6 июля 1950 года, успешно перебросив личный состав 24-й пехотной дивизии армии США из Японии в Пусан.

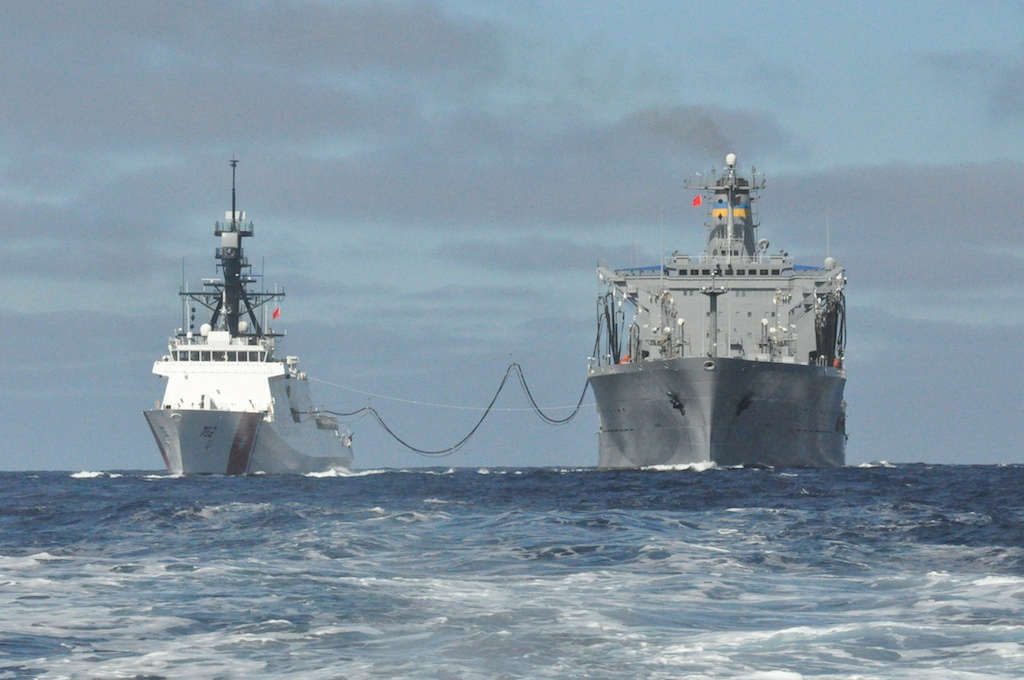

Во время Вьетнамской войны командование получило своё современное название. Всего за время конфликта было перевезено примерно 54 млн тонн грузов и 8 млн тонн топлива. Переброска армейских подразделений также производилась морским путём, но после Вьетнама уже не входила в круг ключевых обязанностей командование морских перевозок. К примеру, во время войны в Персидском заливе ведомство занималось в основном грузоперевозками, доставив около 12 млн тонн различных грузов, а его флот включал более 230 собственных и зафрахтованных судов.
После событий 11 сентября 2001 года организация вновь заняла ключевую роль в вопросах обеспечения армии. Так, по состоянию на 2008 год командование военно-морских перевозок произвело поставку 16 миллиардов галлонов топлива и более 110 миллионов квадратных футов других грузов в Ирак и Афганистан
.